# Anteros (papież)
Anteros (gr. Ανθηρός, łac. Anterus; cs. Анфир, папа Римский; ur. w Grecji, zm. 3 stycznia 236 w Rzymie) – święty Kościoła katolickiego oraz prawosławnego, 19. papież w okresie od 21 listopada 235 do 3 stycznia 236.

## Życiorys
Anteros był Grekiem. Jego dwumiesięczny pontyfikat przypadł na czas prześladowań chrześcijan, zarządzonych przez cesarza Maksymina Traka. Nakazał, aby relikwie męczenników były zebrane i przechowywane w scrinium kościelnym.
Uważa się, iż jest męczennikiem, ale jest na to mało dowodów – prawdopodobnie zmarł z przyczyn naturalnych. Pogrzebano go jako pierwszego papieża w krypcie papieskiej na cmentarzu św. Kaliksta – jego grób oraz fragment epitafium odnaleziono w 1854.
Jego święto przypada 3 stycznia i 18 sierpnia w Cerkwi prawosławnej.